# 22e régiment d'infanterie territoriale
Pour les articles homonymes, voir 22e régiment d'infanterie.
Le 22e régiment d'infanterie territorial est un régiment d'infanterie de l'armée de terre française qui a participé à la Première Guerre mondiale.

## Création et différentes dénominations
Le 22e régiment d'infanterie territoriale reçoit son numéro par décret du 19 mars 1875, en prévision de la mobilisation. Il est constitué du 3 au 9 août 1914 à Rouen puis à Oissel du 9 au 16 août.

## Chefs de corps
- 3 août-26 septembre 1914 : lieutenant-colonel Fournier (blessé au combat de Longueval).
- ? - 27 septembre 1916 : lieutenant-colonel Pillon (tué par un obus dans son poste de commandement à Baleycourt[3]).
- 3 octobre 1916 - 23 octobre 1916 : lieutenant-colonel Lallé (muté au 340e régiment d'infanterie)
- 1er novembre 1916 - ? : lieutenant-colonel Laulhier (venant du 26e régiment d'infanterie territorial)

## Historique des garnisons, combats et batailles du22eRIT

### Première Guerre mondiale
Le 16 août 1914 le régiment était composé de 3 bataillons avec 3 239 hommes :
- 65 officiers
- 161 sous-officiers
- 3 013 caporaux et soldats,

#### Affectations
- 82e division d'infanterie territoriale d'août 1914 à juin 1915
- 164e brigade d'infanterie territoriale

#### 1914
- 16 août : embarquement en chemin de fer à Rouen.
- 18 août : le régiment débarque à Arras et est dirigé sur Sainte-Catherine-lès-Arras ou il cantonne.
- 20 août : il arrive à Noyelles-sous-Lens
- 21 août : il est à Pont-à-Vendin
- 21 au 27 août : le régiment est chargé, de la garde du canal de la Deule. Il positionne ses compagnies à La Bassée, Bauvin, Pont-à-Vendin, Pont-Maudit[4], Pont-tournant-de-Courrières[5], Dourges, Évin, Malmaison.
- Le 27 août, 2 bataillons embarquent, par chemin de fer à Lens pour Pont-Rémy. Le 3e bataillon se dirige vers le même lieu mais à pied et par étapes.
- Le 28 août, les bataillons débarqués à Pont-Rémy, se dirigent, à pied en direction de Fresne-le-Plan
- Le 5 septembre, les 3 bataillons du 22e RIT sont réunis à Fresne-le-Plan ou ils restent au repos.
- Le 9 septembre, le 22e RIT reprend sa marche par étape à travers le département de la Somme.
- Les 16 et 17 septembre, les garde-voies et communications (GVC) du 22e RIT mettent fin à l'opération commando allemande chargé de faire sauter le pont ferroviaire d'Oissel[6].
- Le 17 septembre, le général Joseph Brugère prend le commandement du groupe des Divisions territoriales dont le 22e RIT est l'une des composantes.
- Le 19 septembre il arrive à Villers-Bretonneux et fait prisonniers deux Allemands en auto sur la route de Corbie à Chaulnes.
- Les 19 et 20 septembre le régiment effectue des travaux de défense à Villers-Bretonneux.
- Le 24 septembre le régiment est à Béhencourt.
- Le 25 septembre il est à Courcelette.
- Le 26 septembre, la 82e division d'infanterie territoriale, dont fait partie le 22e régiment territorial, reçoit l'ordre de se diriger vers le front situé vers Ginchy-Lesbœufs ou des éclaireurs ennemis ont été signalés. 164e brigade d'infanterie territoriale composée des 21e et 22e RIT suit un itinéraire  le faisant passer par Thiepval, Pozières, Bazentin, Longueval et Ginchy. Arrivé au moulin de Longueval, situé à l'Ouest du village, la compagnie cycliste du 22e RIT essuie quelques coups de feu de cavaliers allemands avancés en éclaireurs. 
Au débouché Sud-Est du village, le combat de Longueval s'engage avec les avant-postes ennemis. Après avoir enlevé la ferme Watrelot, les troupes de la 164e brigade d'infanterie territoriale parviennent à occuper une partie de Ginchy. Toute la journée les troupes françaises ne cèdent pas un pouce de terrain malgré un feu de mousqueterie fourni d'éléments de la garde prussienne et de ses tirs d'artillerie installée derrière le bois des Bouleaux. 
Au soir, le 22e occupe la lisière Sud et Sud-Est du bois Delville en ayant perdu 25 tués, dont 2 officiers, et 132 blessés, dont 2 officiers parmi eux le lieutenant-colonel Fournier commandant du régiment.
- Le 27 septembre, la 22e RIT évacue Longueval et se porte à Bouzincourt[7] puis Senlis-le-Sec.
- Le 28 septembre, il est à Puisieux-au-Mont.
- Le 29 septembre, le régiment reprend contact avec l'ennemi, c'est le début du combat de Puisieux-au-Mont et de Serres également connu sous le nom de bataille de Serres-Hébuterne.
- Le 3 octobre, le régiment occupe le village de Serres-Lès-Puisieux malgré la défense acharnée des Allemands.
- Le 4 octobre, la prise de Bucquoy par l'ennemi lui permet d'entrer dans Puisieux-au-Mont par le Sud-Est et d'attaquer le plateau Puisieux-Serres après un bombardement intense de l'ensemble du front tenu par la 164e brigade d'infanterie territoriale. Les tranchées de première ligne étant prises en enfilades par les feux des mitrailleuses et de mousqueterie les bataillons décrochent en direction de Gommecourt et d'Hébuterne.
Du 27 septembre au 4 octobre le régiment déplore 21 tués, 179 blessés et 146 disparus.
- Du 5 au 8 octobre, le régiment occupe les tranchées de seconde ligne à Sailly-au-Bois et à la ferme de la Haye.
- Du 9 au 20 octobre, le régiment remonte en première ligne occupant les tranchées devant Foncquevillers, pour le 1er bataillon, et devant Hébuterne pour les deux autres.
- Le 21 octobre, le 22e territorial quitte le secteur d'Hébuterne pour Bus-lès-Artois, où il est mis au repos.
- Le 21 octobre, l'ordre lui est donné de se diriger, par étapes, à Montdidier.
- Le 22 octobre, le Général en chef prononce la dissolution du groupe des Divisions territoriales dont le 22e régiment d'infanterie territoriale est une composante.
- Le 31 octobre, il arrive à Montdidier dans la Somme et est immédiatement envoyé dans le secteur de Piennes, Remaugies et de la ferme de Forestel[8] pour y construire une seconde ligne de défense. Il y reste jusqu'au 10 novembre.
- Le 11 novembre, il est envoyé, par étapes à Thiescourt pour occuper les premières lignes. Il est alors placé sous le commandement du 13e corps d'armée
- Le 12 novembre, il arrive à Thiescourt et occupe immédiatement les tranchées de première ligne dans le secteur Thiescourt, Le Marais, Belval
- Le 8 décembre : le général Alix porte à la connaissance de ses troupes, la citation adressée à la 26e division d'infanterie dont le 22e RIT fait partie.

#### 1915
- Le 2 janvier, le Régiment quitte le 13e corps d'armée pour être rattaché à la 82e division d'infanterie territoriale. Il quitte ses positions  de première ligne dans le secteur Thiescourt, Le Marais, Belval qu'il occupe depuis le 12 novembre de l'année précédente et part au repos à Antheuil.
- Le 4 janvier à cette occasion le général commandant le corps d'armée fait par Ordre no 30, ses adieux au 22e territorial.
- Le 5 janvier il embarque à Tricot.
- Le 6 janvier il débarque à Hangest-sur-Somme et est immédiatement dirigé sur Flesselles.
- Le 7 janvier il arrive à Flesselles ou il cantonne jusqu'au 20 janvier.
- Le 21 janvier, suivant son corps d'armée, il quitte la localité pour le secteur de Pommiers, Foncquevillers et Bienvillers-au-Bois ou il est chargé des travaux de défenses.
- Le 13 mars, le régiment passe sous au 11e corps d'armée ou il est placé dans les tranchées de premières lignes avec les troupes actives dans le secteur de Thiepval-Ovillers-la-Boisselle.
- Dans la nuit du 10 au 11 avril il repousse une attaque ennemie.
- Le 31 juillet, le régiment est relevé et envoyé au repos, par étapes, à Grez jusqu'au 12 août. 
Du 13 mars au 30 juillet, le 22e RIT perd 26 tués, 167 blessés et 1 disparu.
- Le 13 août le régiment embarque, par chemin de fer, à Crèvecœur-le-Grand en direction du front de Champagne.
- Le 14 août il débarque à Vitry-la-Ville et est envoyé, par étapes, à Somme-Tourbe.
- Le 17 août au 5 septembre, le régiment arrive à Somme-Tourbe est employé à la construction de boyaux d'accès aux tranchées de premières lignes et de boyau d'évacuation dans le secteur du 16e corps d'armée à Vargemoul-Minaucourt
- Du 6 au 21 septembre il exécute les mêmes tâches à Le Mesnil-les-Hurlus, dans le secteur du 11e corps d'armée
- Les 24 et 25 septembre, le régiment occupe les tranchées de premières lignes pendant le bombardement préparatoire à l'offensive du 26.
- Du 26 septembre au 19 octobre le 22e RIT occupe les tranchées de premières lignes de Perthes et du Trapèze[9]
Pendant cette dure période le régiment perd 68 tués, 231 blessés et 5 disparus.
- Du 20 octobre 1915 au 1er mai 1916, le 22e territorial est placé en tranchées de seconde lignes de Tahure au Trapèze[9], est chargé d'organiser la défense du terrain conquis, travaux de nuit, ravitaillement des premières lignes, transport des munitions, etc. dans la boue et la neige.
Pendant cette période, le régiment perd 48 tués et 142 blessés.

#### 1916
- Le 24 mars 1916, création de la 2e compagnie de mitrailleuses.
- Le 1er mai 1916, le régiment quitte le secteur de combat et il est mis au repos jusqu'au 15 mai, dans les environs de Chalons-sur-Marne.
- Du 16 au 22 mai, une partie du Régiment occupe les tranchées de deuxièmes lignes du secteur de Baconnes situé au Nord de Mourmelon pendant que l'autre partie est occupée à des travaux dans le secteur.
- Le 23 mai, le régiment est envoyé au repos dans la vallée de la Coole jusqu'au 11 juin.
- Le 12 juin, le 22e RIT embarque à la gare de Vitry-la-Ville et débarque le même jour à Mussey d'où il est dirigé sur Bussy-la-Côte ou il cantonne jusqu'au 15 juin, date à laquelle il est embarqué en autos pour le secteur de Verdun et débarqué à Moulin-Brûlé[10],[11]. Une partie fut envoyée dans les tranchées de soutien dans les secteurs de Bras, Froide-Terre, Belleville, Souville et Tavannes situés au Nord-Nord-Est de Verdun et l'autre partie fut chargée du ravitaillement en vivres et munitions et de la réfection des tranchées et de l'entretien des routes avancées de la zone de combat dans les secteurs de Froide-Terre, Thiaumont, Fleury-Douaumont, Bras, Ravin du Helly.
- Du 23 au 25 juin, le régiment qui occupe les tranchées de premières lignes, prend part aux combats de Froideterre et des Quatre-Cheminées[12],[13].
- Le 1er septembre, en exécution des prescriptions de l'ordre no 19.301 du 23 août 1916, du général commandant en chef, le régiment est ramené à deux bataillons, en conséquence le 1er bataillon est supprimé.
- Du 27 novembre au 5 décembre, le 2e bataillon et les deux compagnies de mitrailleuses sont envoyés au repos à Contrisson.

#### 1917
- Du 16 au 25 janvier c'est autour du 3e bataillon à être mis au repos à Contrisson. Les deux compagnies de mitrailleuses l'accompagne.
- Du 27 janvier au 5 février, le 2e bataillon retourne au repos à Contrisson.
- Le 13 février, le régiment est relevé. Il quitte le secteur de Verdun après un séjour dur et long de 8 mois durant lesquels il a été employé sans répit aux travaux les plus pénibles, sous tous les bombardements, dans les postes les plus avancés, sur les terrains les plus difficiles.
 Sous Verdun les pertes sont de 69 tués (dont 5 officiers) tués et 352 blessés (dont 12 officiers).
- Le 14 février, le régiment embarque à Dugny-sur-Meuse.
- Le 16 février, il débarque à Coulommiers et est dirigé sur La Haute-Maison et Pierre-Levée et reste au repos jusqu'au 26 février.
- Le 27 février, une partie du Régiment est embarquée à la gare de Meaux.
- Le 28 février, l'autre partie du Régiment est embarquée à la gare de Trilport.
- Le 1er mars, l'ensemble du régiment débarque à Mont-Notre-Dame.
- Du 2 mars au 12 avril, le 2e bataillon est chargé du service routier et du transport du matériel et des munitions dans les secteurs de Blanzy-lès-Fismes, Serval, Pargnan et Courlandon. Le 3e bataillon, la Compagnie Hors Rang et la 2e compagnie de mitrailleuses sont chargés de la construction d'un hôpital à Mont-Notre-Dame. La 1re compagnie de mitrailleuses est chargée de la manutention de munitions à Fère-en-Tardenois.
- Le 1er avril les 8e et 12e compagnies sont dissoutes en exécution de l'ordre no 552 du 5 mars 1917, du général en chef. Le 3e bataillon devient le 1er bataillon et les 9e, 10e et 11e compagnies deviennent les 1re, 2e et 3e compagnies.
- Le 13 avril, le régiment est rassemblé à Longueval.
- Du 15 avril au 15 mai, la 1re compagnie de mitrailleuses occupe les postes de DCA à Vassogne et Œuilly. Les autres unités du Régiment sont employées au service routier de l'avant et au transport du matériel dans le secteur de Soupir, Bourg-et-Comin, Verneuil et Courtonne.
- Le 16 mai, le 22e RIT quitte le secteur du Chemin des Dames.
- Le 19 mai, il embarque à Branches[14] et débarque le même jour, à 5 heures du soir, à Conchy-les-Pots, ou il reste au repos jusqu'au 23 mai.
- Le 24 mai il est dirigé sur Voyennes où il cantonne quelques jours.
- Le 28 mai le 1er bataillon est envoyé à Marteville.
- Le 29 mai le 2e bataillon est envoyé à Fluquières. La compagnie hors rang et l'état-major sont dirigés à Villers-Saint-Christophe.

## Drapeau
Il porte, cousues en lettres d'or dans ses plis, les inscriptions suivantes :
- Artois 1914
- Verdun 1916

### Décorations et citations
Le 8 décembre 1914 : le général Alix porte à la connaissance de ses troupes, la citation adressée à la 26e division d'infanterie dont le 22e RIT fait partie. 

« Ordre n° 67 »
 « Au moment où la 26e division cesse d'être sous ses ordres le général commandant le 9e corps d'armée ne veut pas se séparer d'elle sans lui avoir exprimé toute sa satisfaction pour le concours qu'elle lui a donné.»
« Sous l'impulsion du chef distingué qui la commande, elle a fait preuve, en toutes circonstances, d'une activité incessante, montrant dans deux attaques les plus belles qualités offensives, faisant preuve dans ses tranchées sans cesse bombardées, d'une solidité inébranlable sous le feu, y repoussant notamment une forte attaque de l'ennemi, en lui infligeant des pertes sévères.»
« Le général commandant le 9e Corps d'Armée exprime à tous, officiers et soldats, ses remerciements.»
 « Signé : Général Dubois. »
« Cet ordre constate ainsi les qualités offensives et défensives dont la 26e division a su faire preuve en des circonstances difficiles et qu'elle avait déjà montrées, de même que la 25e division, la 4e brigade marocaine, les troupes non endivisionnées, et le 22e régiment d'infanterie territorial, en maints combats, depuis le début de la campagne.»
« Sur les sept drapeaux ennemis qui sont actuellement déposés à l'hôtel des Invalides, deux ont été enlevés par les troupes de la 13e région militaire.»
 «Chacun aura à cœur d'augmenter le nombre de ces trophées.»
 «Au Q. G. le 8 décembre 1914.»
 «Le Général commandant le 93e CA Signé : Alix. »
Le 4 janvier 1915, à l'occasion du départ du régiment du 13e corps d'armée, le général commandant le Corps d'Armée fait par ordre no 30, ses adieux au 22e territorial :

« Ordre général N° 30»
« Après deux mois de rattachement au 13e CA, le 22e régiment territorial d'infanterie, va rejoindre la 82e division d'infanterie territoriale.» 
« Le général commandant le Corps d'Armée tient, avant leur départ, à remercier M. le général Lavergne, commandant la 164e brigade et M. le colonel Fournier, commandant le régiment, de leur active et dévouée collaboration.»
 « Grâce à la fermeté de leur commandement, grâce à l'esprit animant les officiers, les sous-officiers et les hommes, le 22e territorial a fait preuve d'une solidité et d'une vaillance égales à celles de leurs camarades de l'active dans la garde du secteur qui leur était confiée.» 
 «Le général est heureux de donner ce légitime témoignage de satisfactions à ce brave et beau régiment.»
« Au Q. G., le 4 janvier 1915.»
 «Le général commandant le 13e C. A.»
 « Signé : Alix. »

## Personnages célèbres ayant servi au22eRIT
- Charles Hoffbauer (1875-1957), peintre[16]
- Alphonse Leroy, sergent chef de poste du groupe no 5 de gardes-voies et communications (GVC) qui mit fin à l’expédition commando allemand de la Rougemare et des Flamants.

### Sources et bibliographie
1. ↑  Victor Belhomme, Histoire de l'infanterie en France, t. 5, Henri Charles-Lavauzelle, 1902 (lire en ligne), p. 624-626.
2. ↑  Historique du 22e régiment d'infanterie territoriale
3. ↑  Baleycourt est située à l'Ouest; à 5 km de Verdun dont elle est désormais rattachée et situé à la sortie de la Voie sacrée
4. ↑  Carte postale du pont Maudit à Pont-à-Vendin
5. ↑  L’histoire des rues de Courrières
6. ↑  La garde des voies de communication est confiée à des postes fournis par un personnel spécialement organisé à cet effet et rattaché au dépôt du régiment territorial d'infanterie subdivisionnaire.
7. ↑  Le groupe des Divisions territoriales est alors chargé de défendre les passages de l'Ancre d'Albert à Bucquoy.
8. ↑  La ferme de Forestel sur la commune de Courtemanche
9. 1 2  Le Trapèze était un ouvrage fortifié situé sur à 1,5 km environ au nord de Le Mesnil-les-Hurlus.
10. ↑  Moulin-Brûlé était le point d’arrivée de la Voie Sacrée et situé sur la commune de Nixéville
11. ↑  Le site de Moulin Brûlé sur verdun-meuse.fr
12. ↑  Les Quatre-Cheminées est un ouvrage souterrain servant d'abri. Il était situé sur la pente sud du ravin des Vignes, dans le secteur de Froideterre, à environ 1 km au sud-est de l'ouvrage de Froideterre.
13. ↑  Verdun et ses champs de bataille par Alain Denizot
14. ↑  Le nom est inexact mais c'est celui indiqué
15. ↑  Décision no 12350/SGA/DPMA/SHD/DAT du 14 septembre 2007 relative aux inscriptions de noms de batailles sur les drapeaux et étendards des corps de troupe de l'armée de terre, du service de santé des armées et du service des essences des armées, Bulletin officiel des armées, no 27, 9 novembre 2007
16. ↑  2e bureau de recrutement de la Seine, classe 1895, cote D4R1 840, Numéro de matricule : 2711

- Historique du 22e régiment d'infanterie territoriale 1914-1918, imprimerie Wolf, Rouen